# Õru (gemeente)
Õru (Estisch: Õru vald) was een gemeente in de Estlandse provincie Valgamaa. De gemeente telde 460 inwoners op 1 januari 2017 en had een oppervlakte van 104,5 km². De hoofdplaats Õru is de enige plaats in de vroegere gemeente met de status van vlek (alevik); daarnaast telde de gemeente acht dorpen.
In oktober 2017 werd Õru bij de gemeente Valga gevoegd.

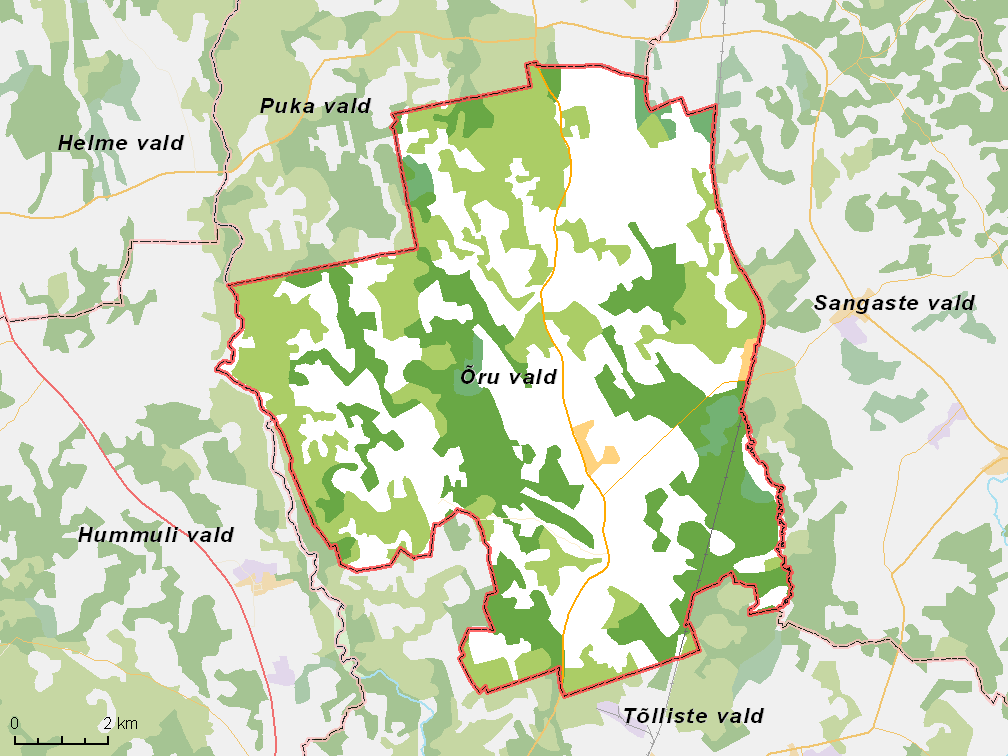
De gemeente met omliggende gemeenten, situatie begin 2017